# Батлер (округ, Канзас)
Ба́тлер (англ. Butler County) — округ в штате Канзас, США. Официально образован 25 августа 1855 года. По состоянию на 2012 год, численность населения составляла 65 827 человека. Округ назван в честь сенатора от Южной Каролины Эндрю Батлера.

## География
По данным Бюро переписи США, общая площадь округа равняется 3 746,232 км2, из которых 3 698,135 км2 суша и 48,096 км2 или 1,280 % это водоёмы.

## Население
По данным переписи населения 2000 года в округе проживает 59 482 жителей в составе 21 527 домашних хозяйств и 16 059 семей. Плотность населения составляет 16,00 человек на км2. На территории округа насчитывается 23 176 жилых строений, при плотности застройки около 6,00-ти строений на км2. [Расовый состав населения: белые — 94,94 %, афроамериканцы — 1,38 %, коренные американцы (индейцы) — 0,91 %, азиаты — 0,40 %, гавайцы — 0,03 %, представители других рас — 0,66 %, представители двух или более рас — 1,69 %. Испаноязычные составляли 0,00 % населения независимо от расы.
В составе 37,90 % из общего числа домашних хозяйств проживают дети в возрасте до 18 лет, 62,60 % домашних хозяйств представляют собой супружеские пары проживающие вместе, 8,30 % домашних хозяйств представляют собой одиноких женщин без супруга, 25,40 % домашних хозяйств не имеют отношения к семьям, 21,90 % домашних хозяйств состоят из одного человека, 9,40 % домашних хозяйств состоят из престарелых (65 лет и старше), проживающих в одиночестве. Средний размер домашнего хозяйства составляет 2,67 человека, и средний размер семьи 3,13 человека.
Возрастной состав округа: 28,60 % моложе 18 лет, 8,30 % от 18 до 24, 28,80 % от 25 до 44, 21,70 % от 45 до 64 и 21,70 % от 65 и старше. Средний возраст жителя округа 36 лет. На каждые 100 женщин приходится 100,90 мужчин. На каждые 100 женщин старше 18 лет приходится 98,80 мужчин.
Средний доход на домохозяйство в округе составлял 45 474 USD, на семью — 53 632 USD. Среднестатистический заработок мужчины был 38 675 USD против 26 109 USD для женщины. Доход на душу населения составлял 20 150 USD. Около 5,40 % семей и 7,30 % общего населения находились ниже черты бедности, в том числе — 9,00 % молодёжи (тех, кому ещё не исполнилось 18 лет) и 6,40 % тех, кому было уже больше 65 лет.